# Borolanit
Der Borolanit (englisch borolanite) ist ein lokaler Gesteinsname für einen grobkörnigen Nephelinsyenit des Silurs.

## Typlokalität

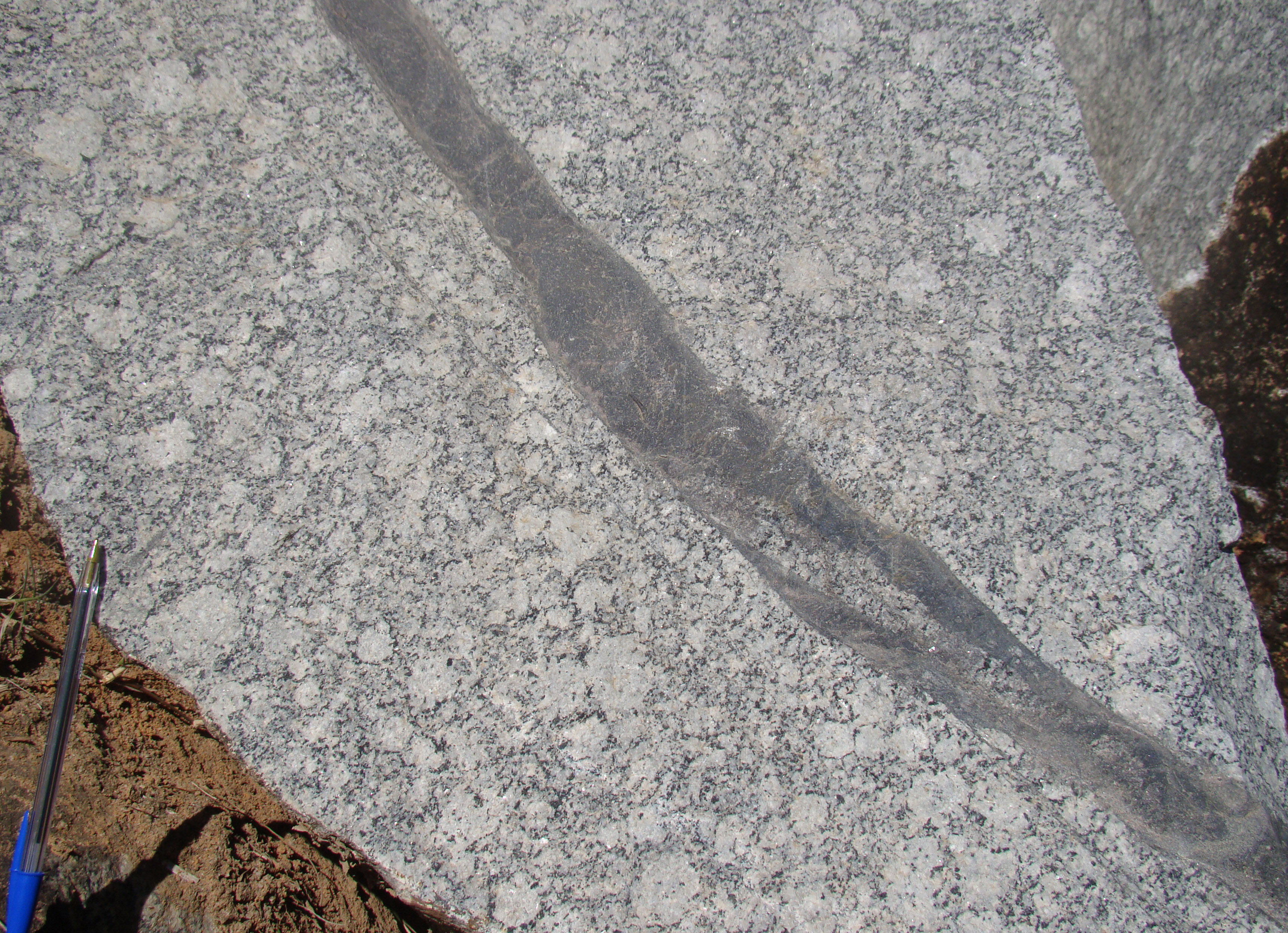
Pseudoleucit-Syenit von Morro de São João, RJ, Brasilien. Der Pseudoleucit des Borralan-Komplexes ist generell etwas mafischer (enthält mafische Einschlüsse), insbesondere die deformierten Varietäten wirken dunkler.

Die Typlokalität des Borolanits (manchmal auch Borralanit) befindet sich am gleichnamigen Loch Borralan in Assynt im Nordwesten Schottlands. Das Alkaligestein bildet hier einen Teil des Borralan-Komplexes, der größten alkalischen und an Quarz untersättigten Intrusion der britischen Inseln.

## Aufschlussverhältnisse
Aufgeschlossen ist der Borolanit vorwiegend im Ost- und Südostteil des Komplexes, sehr schön vor allem bei Four Burns im Norden, im Steinbruch von Aultivullin und am Bach Allt a’ Mhuilinn. Noch bedeutender sind jedoch der Steinbruch östlich vom Allt a’ Mhuilinn und die Vorkommen in der Schlucht vom Allt a’ Mhuilinn. Der Borolanit selbst berührt somit nicht den Loch Borralan. Der Borolanit misst bis zu 2,6 Kilometer in Nordwest-Südost-Richtung und 4,8 Kilometer in Nordost-Südwest-Richtung.
Im Süden grenzt der Borolanit an das Basal Quarzite Member und an das Pipe Rock Member der kambrischen Ardvreck Group sowie an ein dünnes Band der An-t-Sròn-Formation im Südosten. Auf seiner langen Nordwestseite stößt er auf den Ledmorit im Süden gefolgt vom späten Alkalifeldspatsyenit und vom späten Quarzsyenit weiter nördlich. Im Norden trifft er sodann auf den Durness Limestone. An der Nordostseite wird er vom Basal Quartzite Member entlang der Ben More Thrust überfahren. Seine Südostseite wird ebenfalls vorwiegend vom Durness Limestone gebildet. Eine Besonderheit sind drei Scherlinsen des Borolanits im Durness Limestone bei Four Burns im Norden.

## Geschichtliches
Der Borolanit wurde erstmals im Jahr 1892 von John Horne und Jethro Teall beschrieben. Die erste petrographische Definition stammt von Samuel James Shand aus dem Jahr 1910.

## Vorkommen
Der Borolanit ist auf den Borralan-Komplex beschränkt. Gewisse Ähnlichkeiten zeigen Leucitsyenite in Arkansas. So stammt beispielsweise auch ein Melanit-Leucitsyenit aus dem Magnet Cove igneous complex in Arkansas. Auch in Finnland werden Melanit-führende Nephelingesteine angetroffen, diese werden aber als Ijolithe klassifiziert. Chemisch sehr ähnlich ist auch der in unmittelbarer Nähe vorkommende Ledmorit, der aber keine Pseudoleucite enthält.

## Petrologie

### Mineralgehalt

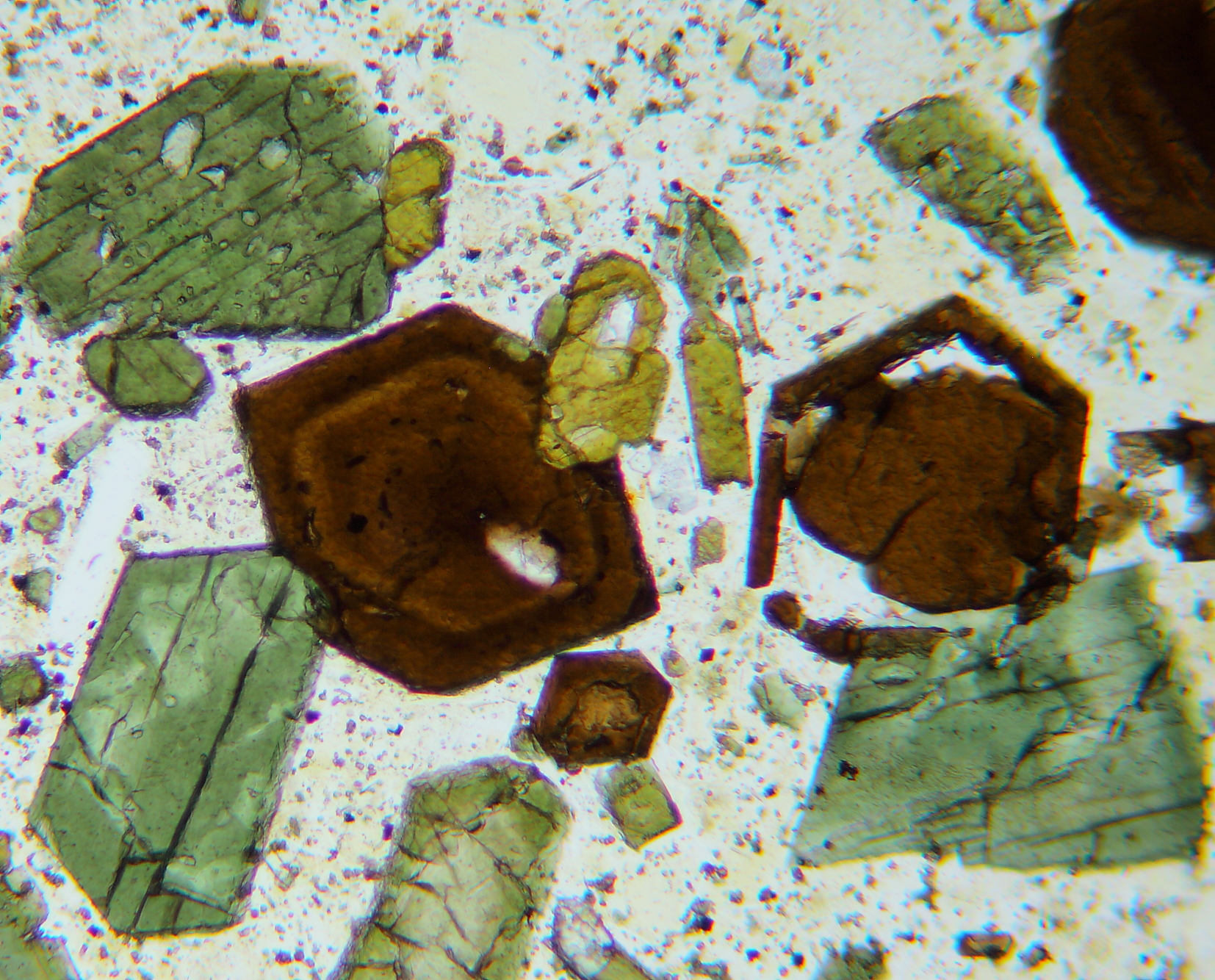
Dünnschliff durch einen Gangphonolith vom Kaiserstuhl mit grünem Aegirinaugit und dunkelbraunem Melanit. Linear-polarisiertes Licht.

Der Borolanit enthält an Mineralen den Feldspat Alkalifeldspat (Orthoklas), den farblosen Feldspatvertreter Nephelin (oder seine Umwandlungsprodukte) mit hohem Relief, den braunen Granat Melanit, das Klinopyroxen Aegirin und als Glimmer Biotit. Gelegentlich ist auch das Pseudomorphosenmineral Pseudoleucit zugegen. Der Orthoklas zeigt oft Alterationserscheinungen durch Sericit. Das reichhaltige Auftreten von Melanit ist sehr ungewöhnlich in Magmatiten. Dennoch ähneln einige Syenite, Leucitophyre und Aegirin-Felsite dem Borolanit in dieser Hinsicht. Die Granate (Melanite) sind zoniert, wobei der Gehalt an Eisen vom Kern zum Rand leicht zunimmt, bei Calcium, Titan und Mangan jedoch eine Abnahme erfolgt.
Petrologisch fällt der Borolanit im QAPF-Diagramm in das Feld 11 der Foidsyenite.

### Chemische Zusammensetzung
Vom Borolanit sind nur ein paar sehr alte chemische Analysen vorhanden, ferner zum Vergleich zwei sehr ähnliche Ledmorite:
| Oxid Gew. % | Borolanit, Aultivullin | Borolanit, Am Meallan | Ledmorit, Ledmore River | Ledmorit, Rhu More |
| ----------- | ---------------------- | --------------------- | ----------------------- | ------------------ |
| SiO2        | 43,22                  | 48,19                 | 45,06                   | 47,80              |
| TiO2        | 2,72                   | 1,75                  | 1,25                    | 0,70               |
| Al2O3       | 15,14                  | 18,52                 | 20,95                   | 20,10              |
| Fe2O3       | 9,57                   | 4,51                  | 6,23                    | 6,70               |
| FeO         | 2,62                   | 1,68                  | 2,84                    | 0,80               |
| MnO         | –                      | –                     | 0,50                    | –                  |
| MgO         | 3,33                   | 1,12                  | 3,31                    | 1,10               |
| CaO         | 14,35                  | 10,29                 | 8,32                    | 5,40               |
| Na2O        | 2,94                   | 3,44                  | 3,51                    | 5,50               |
| K2O         | 7,18                   | 8,05                  | 4,09                    | 7,10               |
| P2O5        | –                      | –                     | 0,66                    | –                  |
| H2O−        | –                      | 0,45                  | 0,30                    | –                  |
| H2O+        | –                      | 3,00                  | 3,98                    | 2,40               |
| Al/K+Na     | 1,20                   | 1,29                  | 2,05                    | 1,20               |
| Al/K+Na+Ca  | 0,39                   | 0,46                  | 0,67                    | 0,66               |

Der SiO2-Gehalt schwankt im Borolanit zwischen 43 und 48 Gewichtsprozent, das Gestein kann somit als ultramafisch bis mafisch eingeordnet werden. Borolanit ist an Quarz untersättigt (kein normativer Quarz q), enthält aber mit 13,78 Gewichtsprozent das Normmineral Nephelin ne (Feldspatvertreter). Borolanit ist eindeutig alkalisch, wobei Na20 + K20 mehr als 10 Gewichtsprozent ausmachen. Auffallend auch der hohe CaO-Gehalt von 10 bis 14 Gewichtsprozent. Der Borolanit ist metalumisch, d. h. an Aluminium untersättigt mit Al/K+Na > 1 und Al/K+Na+Ca < 1. Dies wird weiter verdeutlicht durch normativen Diopsid di  (4,97 Gewichtsprozent) und Wollastonit wo (4,99 Gewichtsprozent).

### Äußere Erscheinung
Stellenweise tritt der Borolanit als sehr dunkles Gestein mit dunkler Matrix auf, aus dem gerundete, 0,6 bis 1,8 Zentimeter große, weiße Flecken hervortreten – die Pseudoleucite. Diese wiederum bestehen aus einer recht feinkörnigen Mixtur aus Alkalifeldspat, Nephelin und Sodalith und sind durch Pseudomorphose aus Leucit hervorgegangen. Anstelle von Sodalith kann auch feinkörniger Muskovit (Sericit) treten.

### Frühe Intrusionsphase
Der Borolanit ist ein Teil der frühen Intrusionsphase im Borrolan-Komplex. Diese besteht sowohl aus ultramafischen als auch aus Gesteinen mit Feldspatvertretern, welche beide aus mehreren Pulsen bereits differenzierter Magmen hervorgegangen waren.

### Pegmatite
Der Borolanit wird von Pegmatitadern durchschlagen (zu sehen im Steinbruch von Aultivullin), die für Großbritannien eine einzigartige Zusammensetzung an den Tag legen: Feldspat (Orthoklas), Nephelin, Biotit, Melanit, Magnetit, Sphen, Allanit, einen blauen, sulfathaltigen Cancrinit (Varietät Vishnevit), Zeolithe, Zirkon und Calcit. In Pegmatiten kann außerdem auch Analcim auftreten.

### Pseudoleucit
Der Borolanit enthält große, weiße, gleichgroße Leucitkristalle. Diese wurden durch Alkalifeldspat, Muskowit (Sericit), Nephelin, Cancrinit und gelegentlich auch Apatit pseudomorph zu Pseudoleucit umgewandelt. Es handelt sich folglich um einen Symplektit mit recht chaotischem Gefüge. Diese Symplektite legen sich gewöhnlich um einen großen Alkalifeldspatkern, der von Regionen mit rekristallisiertem Nephelin umgeben wird.
Leucit (KAlSi2O6) ist ein Feldspatvertreter mit tetragonalem Habitus. Leucit ist relativ selten und tritt nur in Silizium-untersättigten, hochalkalischen Magmen auf, in denen er unter niedrigen Drucken, aber hochtemperierten Bedingungen kristallisiert.
Die Pseudoleucite sind ihrerseits meist abgeplattet und zu weißen Striemen gestreckt worden, die dadurch eine Foliation im Borolanit zu erkennen geben. Ihre Abplattung erfolgte in der N 330-Ebene mit einem Einfallswinkel von 40 bis 50° und höher gegen Südost. Die Abplattungsrichtung liegt durchaus innerhalb der Polverteilung der Überschiebungen an der Moine Thrust Zone und ist somit konform. Die Striemung selbst streicht jedoch N 030 und fällt parallel zur Moine Thrust ein (mit etwa 15° bis 20° Ostsüdost).
Die Zerfallsreaktion natriumreichen Leucits zu Nephelin und Feldspat geht bei Subsolidustemperaturen vonstatten. Folglich sind die abgeplatteten Pseudoleucite des Borolanits das Ergebnis einer späteren tektonischen Deformation und repräsentieren somit auch kein magmatisches Gefüge. Diese duktilen Hochtemperaturgefüge bleiben auf den Ostteil des Borrolan-Komplexes beschränkt. Sie werden als durch Scherung verursacht interpretiert – und zwar nach der magmatischen Kristallisation und noch während der Überschiebungsbewegungen.
Im Ostteil des Komplexes erscheinen neben dem Borolanit noch andere, an Silicium untersättigte Gesteine, die eine recht diverse Folge darstellen. Sie treten sporadisch östlich vom Allt a’ Mhuillin auf. Darunter finden sich Vertreter, die bis zu 15 Gewichtsprozent an K2O erreichen und folglich mit zu den kaliumreichsten Gesteinen der Erde zählen.

## Magmatische und tektonische Entwicklung
Nach Robert Fox und Robert P. Searle war das Erstkristallisat der Melanit, der bei 1137 °C und 0,1 bis 0,2 Gigapascal fest zu werden begann. Das ursprüngliche Magma war somit heißer als 1137 °C und kristallisierte in etwa in einem Tiefenbereich von 3 bis 6 Kilometer. Die tetragonalen (pseudokubischen) Leucite folgten etwas später bei 1100 °C. Bei etwas über 800 °C wurde sodann ein Peritektikum erreicht, an dem der letzte Leucit ausfiel und gleichzeitig Nephelin zu kristallisieren begann. Die Entwicklung ging sodann weiter zu einem Eutektikum bei 750 °C, an dem schließlich als Restkristallisate Nephelin und Feldspat ausfielen. Die Restschmelze hatte in diesem Prozess sehr natriumreiche Zusammensetzungen erreicht (etwa 70 % Nephelin NaAlSiO4 und nur noch 30 % Kalsilit KAlSiO4). Der kotektische Übergang vom Peritektikum bis zum Eutektikum war bei Drucken von 0,1 bis 0,2 Gigapascal erfolgt.
Zwischen 650 und 550 °C und 0,1 bis 0,2 GPa setzte dann die Pseudomorphose des gebildeten Leucits ein. Die sich anschließende Deformation lief zwischen 550 und 450 °C ab, wobei Nephelin zu Analcim, Cancrinit und Glimmer zerfiel. Die tektonische Deformation führte gleichzeitig zur duktilen Unterkornbildung. Später und unter kühleren Bedingungen kam es dann noch zu spröden Verformungen mit Rissbildungen.

## Alter
Die frühe Abfolge des Loch-Borralan-Komplexes – zu der auch der Borolanit gehört – wurde mit 431,1 ± 1,2 Millionen Jahre altersdatiert. Die Bewegungen an der Moine Thrust Zone haben folglich unmittelbar darauf zwischen 430 und 429 Millionen Jahre (im Wenlock) stattgefunden.

## Zusammenschau
Umstritten und nach wie vor weiterer intensiver Gegenstand der Forschung sind die letztendliche Magmenquelle des Borolanits, die geochemischen Prozesse während des Magmenaufstiegs durch die Erdkruste und schließlich die endgültige Kristallisation, sowie die Prozesse danach im Subsolidusbereich.
Die jetzige Anschauung über alkalischen Magmatismus neigt dazu, seinen Ursprung im partiellen Aufschmelzen des Erdmantels zu sehen. Das Aufschmelzen erfolgte jedoch nur zu einem recht geringen Umfang – weit geringer als beispielsweise bei granitischen Magmen. Der Erdmantel hatte zuvor eine Metasomatose erfahren, die zu einer Anreicherung an Alkalien und an für alkalische Magmen charakteristischen Elementen führte. Darunter die Elemente Kalium, Titan, Phosphor, Barium, Strontium, Uran, Thorium und Seltene Erden. Im Mantel zeigen diese Elemente nur sehr geringe Konzentrationen, sie sind aber in alkalischen Magmen sehr stark angereichert.
Mögliche Überträger dieser Elemente sind Karbonatitschmelzen, die gewöhnlich mit alkalischen Silikatschmelzen assoziiert sind – so auch im Borralan-Komplex. Unabhängig von ihrer Quelle fraktionieren mafische alkalische Stammmagmen während ihres Aufstiegs sehr stark und erzeugen somit eine ganze Bandbreite von Alkaligesteinen. Variationen, die sich während der Mantelmetasomatose, des partiellen Mantelaufschmelzens, der Kristallisat-Flüßigkeits-Abtrennung (beim Aufstieg durch Mantel und Kruste) einstellten sowie mögliche Reaktionen mit den Nachbargesteinen – all diese örtlich sehr unterschiedlichen Faktoren tragen zur außerordentlichen Vielfalt der Edukte bei.
Im Fall des Borolanits darf durchaus von einer Magmendifferentiation, von einer Fraktionierung beim endgültigen Erstarren, von Reaktionen mit den Nachbargesteinen und von metasomatischen Abkühlreaktionen ausgegangen werden – noch vor der tektonischen Überprägung. All diese Prozesse sind bei sämtlichen geochemischen und isotopengestützten Untersuchungsmethoden unbedingt zu berücksichtigen, ehe auf die Quellregion rückgeschlossen werden kann.